# ジャン＝ケビン・オーギュスタン
ジャン＝ケビン・オーギュスタン（Jean-Kevin Augustin、1997年6月16日 - ）は、フランスのサッカー選手。ポジションはフォワード。

## 経歴
パリ16区に生まれ、郊外のプレジルFOでサッカーを始める。ASブローニュ＝ビヤンクールを経て12歳でパリ・サンジェルマンに加入し、2014-15シーズンはUEFAユースリーグで活躍。チームはグループステージ敗退を喫したものの、出場5試合で4得点を記録した。2015年夏はプレシーズンマッチで3ゴールと結果を残したことでレンタルに出されることはなく、ズラタン・イブラヒモビッチとエディンソン・カバーニに続くFWの3番手としてブラン監督の構想に入った。
2017年7月6日、RBライプツィヒへ完全移籍した。
2019年9月1日、ASモナコへ買取オプション付きのレンタル移籍が発表された。
2020年1月27日、リーズ・ユナイテッドFCへのローン移籍が発表された。
2020年10月6日、FCナントに2年契約で加入した。

## タイトル

### クラブ
パリ・サンジェルマンFC
- リーグ・アン : 2015-16
- クープ・ドゥ・フランス : 2015-16, 2016-17
- クープ・ドゥ・ラ・リーグ : 2015-16, 2016-17
- トロフェ・デ・シャンピオン : 2015, 2016

### 代表
- UEFA U-19欧州選手権 : 2016